# Fredrick Federley

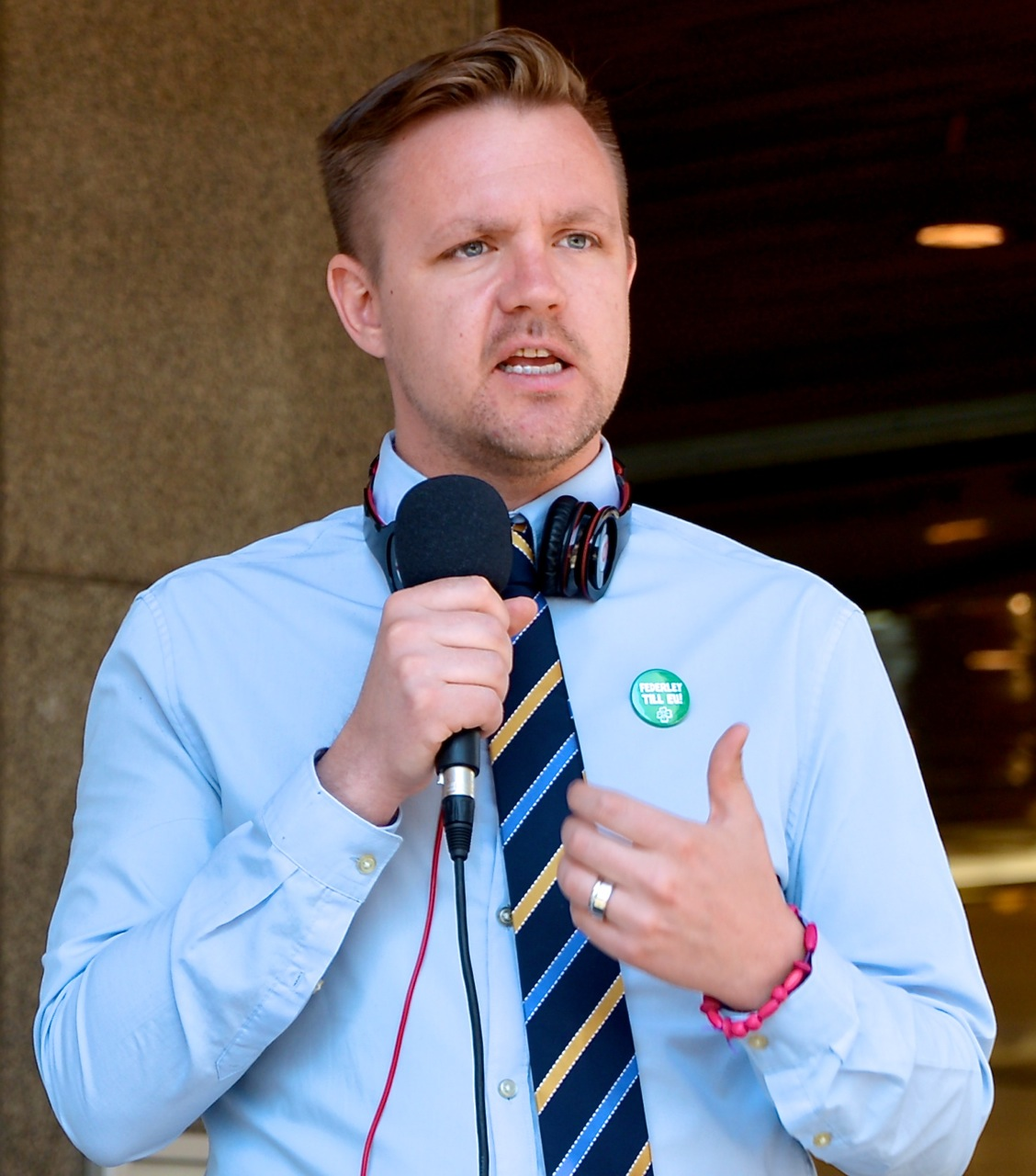
Fredrick Federley phát biểu gần Sergels torg trong bầu cử Nghị viện châu Âu 2014

Fredrick Erik Federley (phát âm tiếng Thụy Điển: [ˈfrěːdrɪk fɛdɛrlɛj]; sinh ngày 6 tháng 5 năm 1978) là một chính khách Thụy Điển và là nghị sĩ Nghị viện châu Âu (MEP) từ Thụy Điển. Ông là thành viên của Đảng Trung tả, một phần Liên minh Tự do và Dân chủ cho Châu Âu. Ông trước đây là nghị sĩ Quốc hội Thụy Điển 2006-2014 và MEP kể từ ngày 1 tháng 7 năm 2014. Vào ngày 24 tháng 9 năm 2015, ông được bầu làm Phó Chủ tịch thứ hai của Đảng Trung tả.
Federley đã tổ chức một số bài viết trong Đảng Trung tả. Từ 2002 đến 2007, ông là chủ tịch của giải đấu trẻ, Đảng Trung tả Thanh niên (CUF). Ông lần đầu tiên được bầu vào quốc hội Thụy Điển vào năm 2006, và vẫn là thành viên cho đến năm 2014 (với sự nghỉ phép của cha mẹ ở giữa). Trong bầu cử Nghị viện châu Âu 2014, Federley đã thông qua MEP trước đây cho Đảng Trung tả Kent Johansson, bằng phiếu bầu cá nhân, người mà ông đã thay thế.
Từ tháng 7, ông là Phó chủ tịch của nhóm Đổi mới châu Âu tại quốc hội châu Âu.

## Tuổi thơ và giáo dục
Federley sinh ra ở Munktorp ở đô thị Köping, hạt Västmanland, nhưng lớn lên ở Kungsör gần đó. Ông đã thực hiện nghĩa vụ quân sự tại Trung đoàn Uppland (S1) ở Enköping từ 1997 đến 1998. Sau đó, ông tiếp tục học về khoa học pháp lý và chính trị tại Đại học Örebro. Sau đó, ông chuyển đến Jakobsberg và làm biên tập viên chính trị của tờ báo Norrtelje Tidning.
Federley là người đồng tính công khai.